# Eichelbach (Schandelbach)
Der Eichelbach ist ein rechter Zufluss des Schandelbachs im Main-Kinzig-Kreis im hessischen Spessart.

## Geographie

### Verlauf
Der Eichelbach entspringt östlich von Großenhausen unterhalb vom Hufeisenhof am Franzosenkopf (481 m), in der Nähe der Landesgrenze zu Bayern. Er fließt in nördliche Richtung, vorbei am Hof Eich, an Geislitz und der Eichermühle, nach Altenhaßlau. Dort unterquert der Eichelbach die Landesstraße 2306 und mündet von rechts in den Schandelbach.

### Flusssystem Kinzig
- Liste der Fließgewässer im Flusssystem Kinzig (Main)

## Einzelnachweise

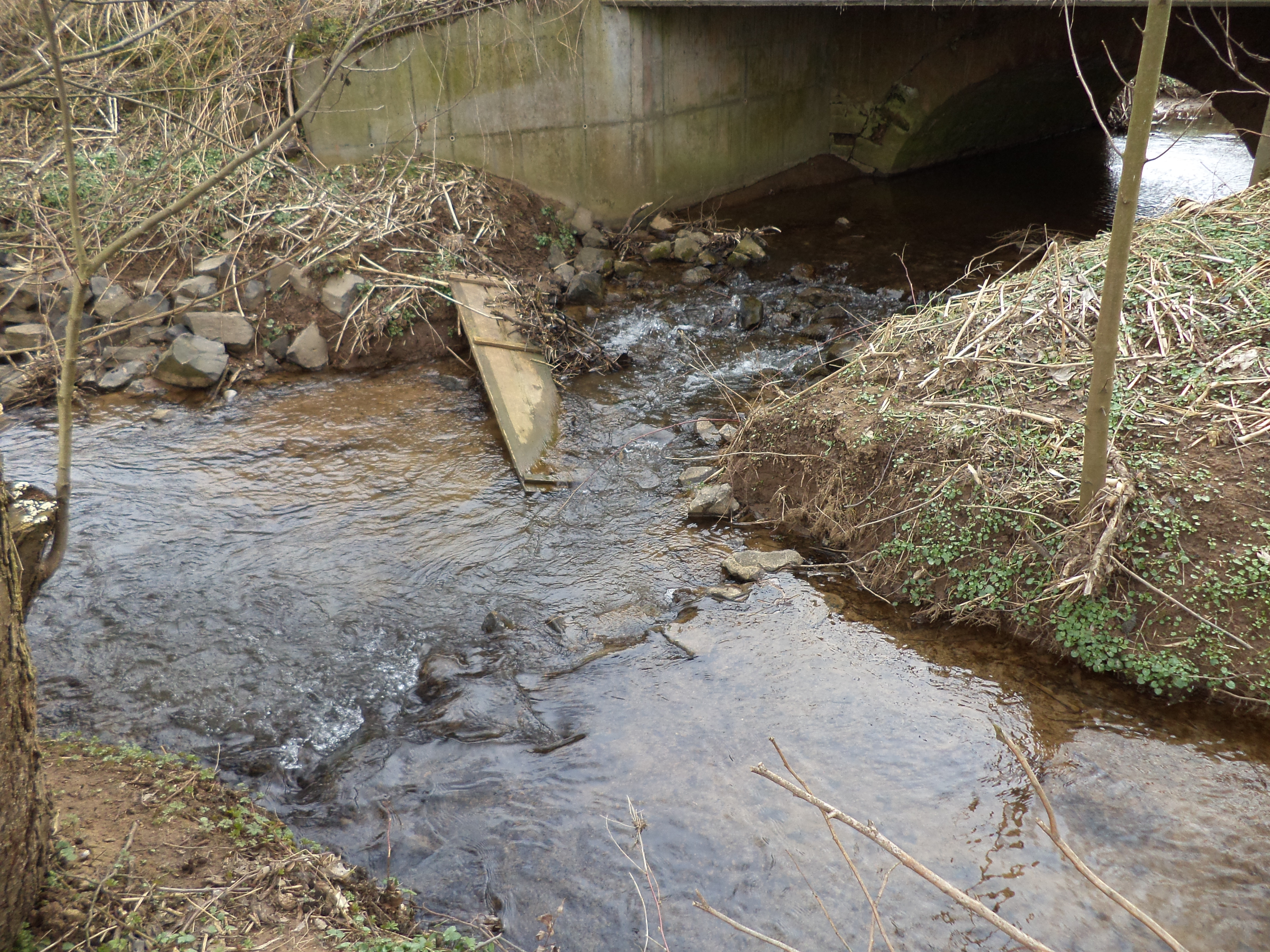
Der Eichelbach (hinten rechts) mündet in den Schandelbach (von rechts nach links)